# Eleanor Lyons

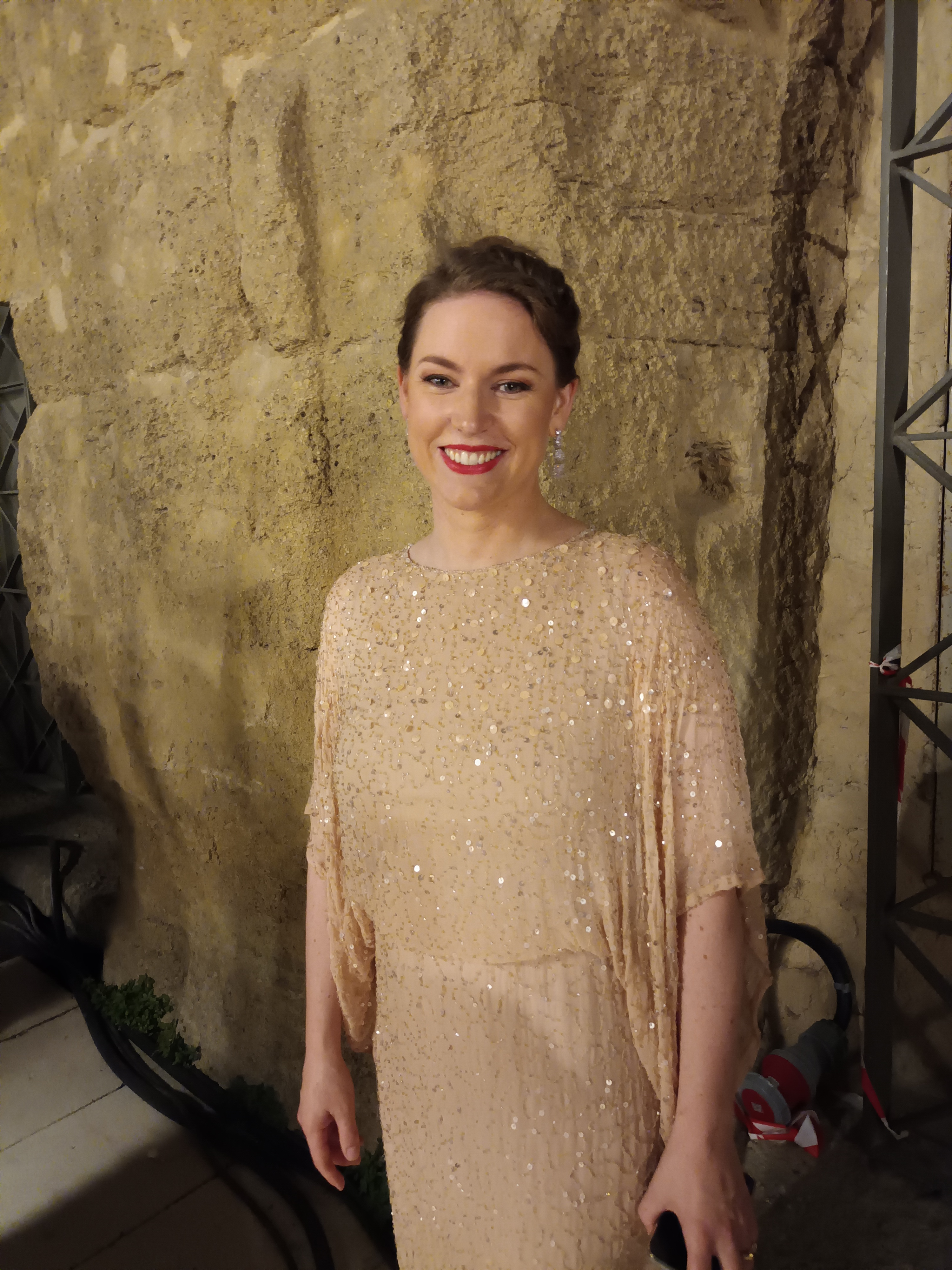
Eleanor Lyons (2022)

Eleanor Lyons ist eine australische Opern- und Konzertsängerin der Stimmlage Sopran. Sie gastiert weltweit und lebt in Wien.

## Leben, Wirken
Die wesentlichen Charakteristika der Karriere von Eleanor Lyons sind Vielseitigkeit und Experimentierfreudigkeit. Neben den klassischen Settings – Konzertsaal und Opernbühne – tritt sie im Rahmen von Aufführungen elektronischer Musik auf, in Hausmusikkonzerten, Operetten-Galas oder avantgardistischen cross-arts recitals. Die Website des Sängerin verzeichnet erste Auftritte im Kreise der Familie bereits im Alter von zwei Jahren. Sie studierte am Sydney Conservatorium, danach auch in Manchester und St. Petersburg. Zu ihren Lehrern zählten Victoria Dodoka, Elena Obraztsova und Barry Ryan.
2014 übernahm sie die Finella in der Uraufführung von Elena Kats-Chernins Oper George, eine Rolle, die von der Komponistin für sie konzipiert war. Im Juli 2018 war sie an zwei Einaktern beim Grafenegg Festival beteiligt, als Marie in Ernst Kreneks Der Diktator sowie in Paul Hindemiths Mörder, Hoffnung der Frauen, beruhend auf einem Text Kokoschkas. An der Ungarischen Staatsoper in Budapest war sie als Mimi in La Bohème und als Anne Truelove in The Rake’s Progress zu sehen und zu hören. Anfang 2020 debütierte sie an der Sydney Opera als Donna Anna im Don Giovanni und konnte einen großen persönlichen Erfolg erringen. Diese Rolle hatte sie zuvor bereits an der Shanghai Opera gesungen. An der Vlaamse Opera in Antwerpen war sie als Gretchen und Una Poenitentium in einer szenischen Fassung von Robert Schumanns Szenen aus Goethes Faust besetzt. Weitere Gastspiele führten sie an das Wexford Festival Opera (als Anaïde in Nino Rotas Il cappello di paglia di Firenze und als Zweite Dame in der Zauberflöte) und an das Bolschoi-Theater in Moskau (als Musetta in La  Bohème). Die Figaro-Gräfin und die Titelpartie in Arabella sind in Vorbereitung.
Während die Zahl ihrer Opernauftritte bislang überschaubar blieb, konnte sie in Konzertsälen weltweit reüssieren. Sie sang unter Leitung der Dirigenten Stefan Ashbury, Leon Botstein, Matthew Coorey, Dennis Russell Davies, Iván Fischer, Benjamin Haemhouts, Philippe Herreweghe, Michal Nesterowicz, Alejo Pérez, Simone Young und Vladimir Fanshil. Ihr Repertoire reicht von Beethoven, Bruckner, Verdi, Mahler bis zu großen Komponisten des 20. Jahrhunderts – Rachmaninow, Ravel, Schostakowitsch, Britten und Berio. Sie wurde häufig als Solistin in großen Chor-Orchesterwerken sowohl geistlicher als auch weltlicher Natur besetzt. So war sie in Beethovens Neunter Sinfonie und in dessen Oratorium Christus am Ölberge zu hören, im Verdi-Requiem, in der Sea Symphony von Ralph Vaughan Williams, in Mahlers Klagendem Lied und im War Requiem von Britten. Sie war in Konzertsälen Europas engagiert, in Japan und Australien. Am 14. und 15. Mai 2022 gab sie ihr Wien-Debüt im Goldenen Saal des Musikvereins als Interpretin des Bruckner'schen Psalm 150 mit den Wiener Symphonikern und dem Singverein der Gesellschaft der Musikfreunde unter Leitung von Petr Popelka.
Eine zunehmend wichtigere Sparte ihrer Tätigkeit ist das Lied. Sie gab Recitals in New York, Osaka und Antwerpen. Lyons kreierte während der COVID-19-Pandemie ein neues Konzertformat, Live at Yours mit Konzerten in Salons und Living Rooms bei Musikfreunden zu Hause. Mehr als 45-mal war sie in diesem intimen Setting zu hören. Die Sängerin ist mit dem Dirigenten und Poeten Vladimir Fanshil verheiratet, der sie in Australien auch am Klavier begleitete. Das Paar hat zwei Töchter und lebt mit diesen in Wien.

## Wettbewerbe, Auszeichnungen
- 2010 Australian Singing Competition
- 2013 Erste Preisträgerin des IX. Internationalen Elena Obraztsova Gesangswettbewerbs
- 2015 Competizione dell’Opera
- 2018 Vienna State Opera Award, verliehen von der Australian Opera Foundation for Young Singers